# Johnsonův algoritmus
Johnsonův algoritmus je algoritmus sloužící k hledání nejkratších cest mezi všemi uzly v ohodnoceném orientovaném grafu, který může mít záporně ohodnocené hrany. V řídkých grafech je rychlejší, než Floydův–Warshallův algoritmus. Johnsonův algoritmus dokáže rozpoznat záporný cyklus v grafu a výpočet ukončit. K tomu využívá Bellmanův-Fordův algoritmus, s jehož pomocí přehodnotí hrany tak, aby žádná neobsahovala zápornou hodnotu. Po přehodnocení hran používá Dijkstrův algoritmus k nalezení nejkratších cest mezi všemi uzly.
Johnsonův algoritmus je pojmenován po Donaldu B. Johnsonovi.

## Popis algoritmu
Mějme orientovaný graf {\displaystyle G=<H,U>}. Ohodnocení hran označíme jako {\displaystyle w(h),h\in H}. Graf může obsahovat záporně ohodnocené hrany.
Johnsonův algoritmus pracuje v několika fázích:
- Ke grafu se přidá nový uzel Q, který se propojí se všemi ostatními uzly hranou s nulovým ohodnocením (s nulovou délkou) orientovanou od uzlu Q.
- Vypočítá se pomocí Bellmanova-Fordova algoritmu nejkratší vzdálenost všech uzlů u ∈ U od pomocného uzlu Q. Tuto vzdálenost označme h(u). Pokud Bellmanův-Fordův algoritmus detekuje záporný cyklus v grafu, dojde k ukončení Johnsonova algoritmu
- Přehodnotí se ohodnocení hran w(h) tak, aby nové ohodnocení {\displaystyle {\widehat {w}}(h)} neobsahovalo záporné hodnoty. Přehodnocení hran {\displaystyle w(h)\rightarrow {\widehat {w}}(h)} zachovává nejkratší cesty mezi všemi dvojicemi uzlů.  (Hrana h je hrana z uzlu ui do uzlu uj.)

| {\displaystyle {\widehat {w}}(u_{i},u_{j})=w(u_{i},u_{j})+h(u_{i})-h(u_{j})} | \| \| \| \| \| \| \| \| |  |
|                                                                              |                         |  |
|                                                                              |                         |  |

- Odstraní se uzel Q.
- Pomocí Dijkstrova algoritmu nad přehodnoceným grafem se vypočítají vzdálenosti mezi všemi uzly. Aplikuje se tedy Dijkstrův algoritmus na všechny uzly u ∈ U.
- Pro výpočet původních vzdáleností v grafu lze aplikovat zpětnou transformaci na {\displaystyle {\widehat {w}}}-vzdálenosti vygenerované Dijkstrovým algoritmem. (Zpětná transformace funguje i na cesty z ui do uj.)

| {\displaystyle w(u_{i},u_{j})={\widehat {w}}(u_{i},u_{j})-h(u_{i})+h(u_{j})} | \| \| \| \| \| \| \| \| |  |
|                                                                              |                         |  |
|                                                                              |                         |  |

## Příklad
| u    | A | B  | C  | D  | E |
| h(u) | 0 | -2 | -3 | -1 | 0 |

| h                                 | A→B | B→C | B→E | C→D | D→A | E→C |
| {\displaystyle w(h)}              | -2  | 4   | 3   | 2   | 2   | -3  |
| {\displaystyle {\widehat {w}}(h)} | 0   | 5   | 1   | 0   | 1   | 0   |

## Složitost

### Časová složitost
Pro řídké grafy předpokládáme, že počet hran |H| v úplném grafu o |U| uzlech platí, že:
{\displaystyle |H|\ll |U|\cdot (|U|-1)\simeq {|U|}^{2}}
Bellmanův-Fordův algoritmus má časovou složitost {\displaystyle {\mathcal {O}}(|U|\cdot |H|)}. Je tedy v kontextu Johnsonova algoritmu zanedbatelný. Stejně tak přehodnocení hran je se složitostí {\displaystyle {\mathcal {O}}(|H|)} zanedbatelné.
Časově nejnáročnější složkou je opakovaný Dijkstrův algoritmus. V řídkých grafech lze efektivně implementovat prioritní frontu v Dijkstrově algoritmu pomocí Fibonacciho haldy. Taková implementace Dijkstrova algoritmu má pak časovou složitost {\displaystyle {\mathcal {O}}(|U|\cdot log_{2}(|U|)+|H|)} pro výpočet vzdáleností z jednoho uzlu.
Celková asymptotická složitost Johnsonova algoritmu je tedy:
{\displaystyle {\mathcal {O}}({\left|U\right|}^{2}\cdot log_{2}{\left(\left|U\right|\right)}+\left|U\right|\left|H\right|)}
Floydův–Warshallův algoritmus řeší problém vyhledání nejkratších cest mezi všemi uzly grafu s časovou složitostí {\displaystyle {\mathcal {O}}(|U|^{3})}. Bellmanův-Fordův algoritmus pro všechny uzly pak se složitostí {\displaystyle {\mathcal {O}}({|U|}^{2}|H|)}.

### Paměťová složitost
Paměťová složitost Johnsonova algoritmu je {\displaystyle {\mathcal {O}}({|U|}^{2})}. Zapotřebí je pouze matice vzdáleností mezi všemi uzly, případně navíc matice předchůdců.

## Implementace
Ukázková implementace v Javě. K uložení vzdáleností se symbolicky používá mapa <Uzel z, Uzel do> → int.
```
// Ukazkova implementace Johnsonova algoritmu

// v 'symbolicke' Jave

Vzdalenosti2D
<
Uzel
,
 
Uzel
>
 
Johnson
(
Graf
 
G
){

    
// Rozsireni grafu o uzel Q

    
Uzel
 
q
 
=
 
new
 
Uzel
();

    
G
.
pridejUzel
(
q
);

    
for
(
Uzel
 
b
 
:
 
G
.
uzly
())

        
G
.
pridejHranu
(
new
 
Hrana
(
b
,
q
));

    
// Bellman-Ford z bodu Q

    
Vzdalenosti
<
Uzel
>
 
bf
 
=
 
BellmanFord
(
G
,
 
q
);

    
if
 
(
bf
 
==
 
null
)

        
// Bellman-Ford nalezl zaporny cyklus

        
return
 
null
;

    
else
 
{

        
// Odstraneni uzlu Q

        
G
.
odeberUzel
(
q
);

        
// Prehodncoeni hran

        
for
(
Hrana
 
h
 
:
 
G
.
hrany
())

            
h
.
hodnota
 
=
 
h
.
hodnota
 
+
 
bf
.
vzdalenost
(
h
.
from
())
 
-
 
bf
.
vzdalenost
(
h
.
to
());

        
// Dijkstruv algoritmus pro vsechny uzly

        
Vzdalenosti2D
<
Uzel
,
 
Uzel
>
 
vz
 
=
 
new
 
Vzdalenosti2D
<
Uzel
,
 
Uzel
>
();

        
for
(
Uzel
 
u
 
:
 
G
.
uzly
())

            
Dijkstra
(
G
,
 
u
,
 
vz
);
 
// Ulozi do vystupni struktury vzdalenosti z bodu u

        
// Zpetne prehodnoceni

        
for
(
Uzel
 
u
 
:
 
G
.
uzly
()){

            
for
(
Uzel
 
v
 
:
 
G
.
uzly
()){

                
vz
.
setHodnota
(
u
,
 
v
,
 
vz
.
hodnota
(
u
,
v
)

                        
-
 
bf
.
vzdalenost
(
u
)
 
+
 
bf
.
vzdalenost
(
v
));

            
}

        
}

        
return
 
vz
;

    
}

}

```